# Coeliccia werneri
Coeliccia werneri är en trollsländeart som beskrevs av Maurits Anne Lieftinck 1961. Coeliccia werneri ingår i släktet Coeliccia och familjen flodflicksländor. Inga underarter finns listade i Catalogue of Life.